# Valentin Blattner

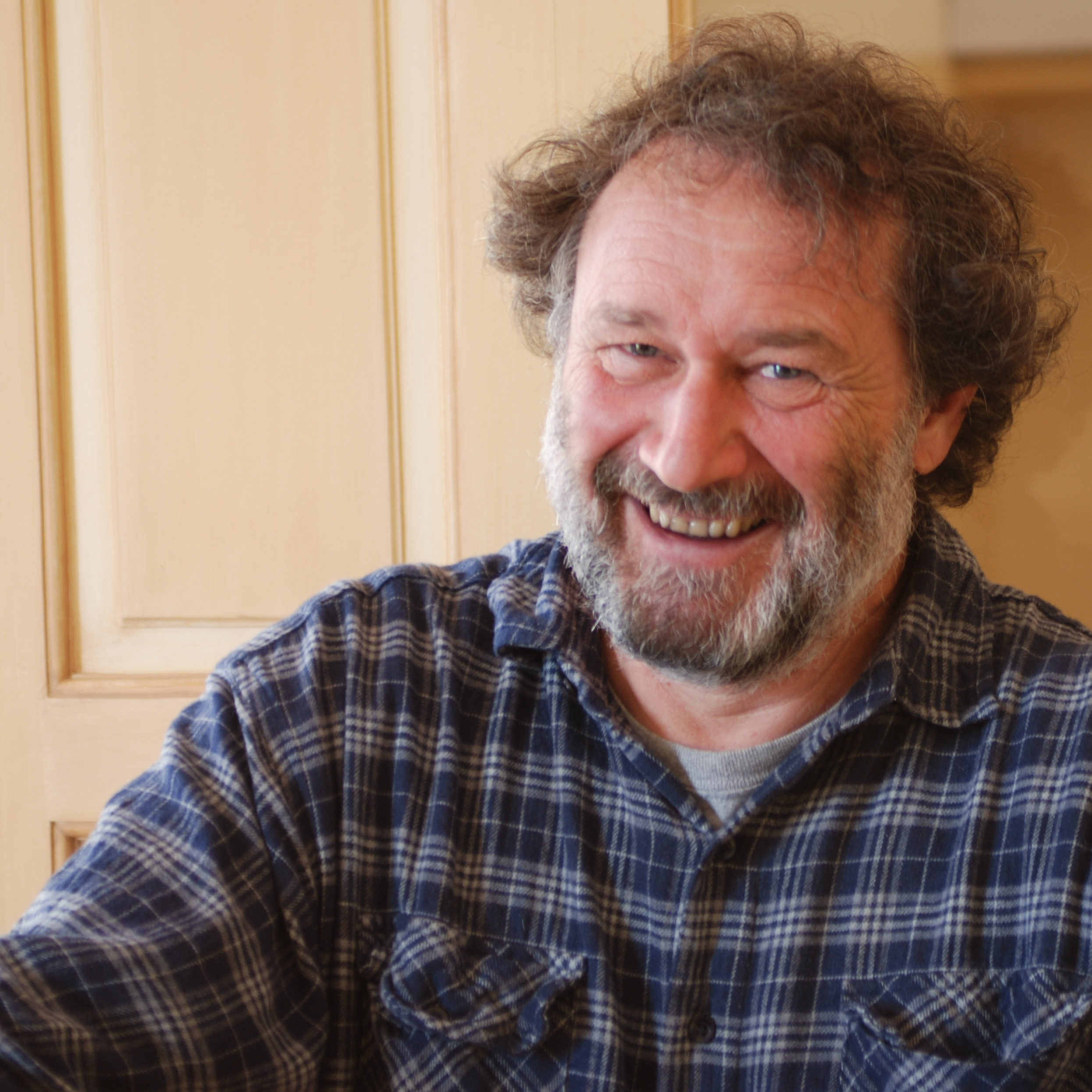
Valentin Blattner auf Château Duvivier

Valentin Blattner (* 5. August 1958) ist ein Schweizer Rebzüchter und Winzer. Vor allem bei pilzwiderstandsfähigen Sorten (PiWi), aber auch gegen Krankheiten aller Art hat er sich einen Namen gemacht. Viele heute etablierte Rebsorten wie beispielsweise Birstaler Muskat, Cabernet Blanc, Réselle, Pinotin, Satin Noir oder Cabernet Jura gehen auf seine Züchtererfolge zurück. All diese Weine sind im Vitis International Variety Catalogue geführt.

## Leben und Arbeit
Als Sohn eines Biologielehrers studierte er Agrarökonomie und machte Anfang der 1980er Jahre erste Erfahrungen bei einem Schweizer Spritzmittelhersteller in Afrika. Weil er unvorschriftsmässiges Arbeiten bei seinem Arbeitgeber aufdeckte, wurde er dort entlassen. Daraufhin unternahm er Versuche, den Weinbau in seiner Heimat wiederzubeleben. Er gehörte 1991 zu den Pionieren auf diesem Gebiet.
Seit vielen Jahren arbeitet er mit PIWI International und der Forschungsanstalt Agroscope Changins-Wädenswil zusammen. Viele seiner Rebsorten sind noch nicht benannt und werden als Zuchtnummer mit seinen Initialen "VB" gehandelt, beispielsweise VB6-04, das 6. Stock in der vierten Reihe bedeutet.
Ausserdem bewirtschaftet er zusammen mit seiner Frau Silvia ein Weingut im jurassischen Soyhières.